# Dicrurus paradiseus
El drongo de raquetas grande (Dicrurus paradiseus) es una especie de ave paseriforme de la familia  Dicruridae propia de la región indomalaya.
Es un ave asiática de porte mediano la cual se distingue por sus extensas plumas exteriores de la cola que tienen una parte del astil desnudo, así que se parecen a una raqueta. Son animales conspicuos de los hábitats boscosos a menudo posándose en terreno abierto y atrayendo la atención gracias a su amplio repertorio de llamadas que incluye la imitación perfecta de los llamados de otras especies de aves. Se ha sugerido que estas imitaciones pueden ayudar a conformar bandadas para alimentación junto a otras especies de aves. Estas aves a veces roban insectos que fueron capturados o perseguidos por otras aves de la bandada mientras se alimentan. Si bien son animales diurnos se encuentran activos bastante antes del amanecer y tarde al anochecer. A causa de su amplia distribución y variaciones regionales distintivas, se han convertido en ejemplos de especiación por aislación y deriva genética.

## Descripción
Su plumaje es azul-negro con brillos metálicos. Mide unos 35 cm de largo y su cola puede llegar a medir unos 30 cm adicionales. Pone de 2 a 4 huevos en un nido que construye en una rama de un árbol.
En gran parte de la zona en la que habita en Asia este es el más grande de las especies de drongo y es fácilmente identificable por su cola distintivas y la cresta de plumón ensortijado que comienza en el frente de su rostro sobre el pico y continua por su corona dependiendo de las subespecies. La cola con raquetas es distintiva y cuando se encuentra en vuelo parece como si dos grandes abejas persiguieran al ave. En los  Himalayas orientales la especie puede ser confundida con el Dicrurus remifer, sin embargo este último posee raquetas planas y casi no posee cresta.

## Distribución y hábitat
La especie se encuentra desde los Himalayas occidentales hasta los Himalayas orientales y las colinas Mishmi en el piedemonte por debajo de 1400 m. Extendiéndose hacia el este hasta las islas de Borneo y Java. Por lo general habitan en entornos boscosos.

## Galería
- Drongo de raquetas grandes, parque nacional Khao Yai.

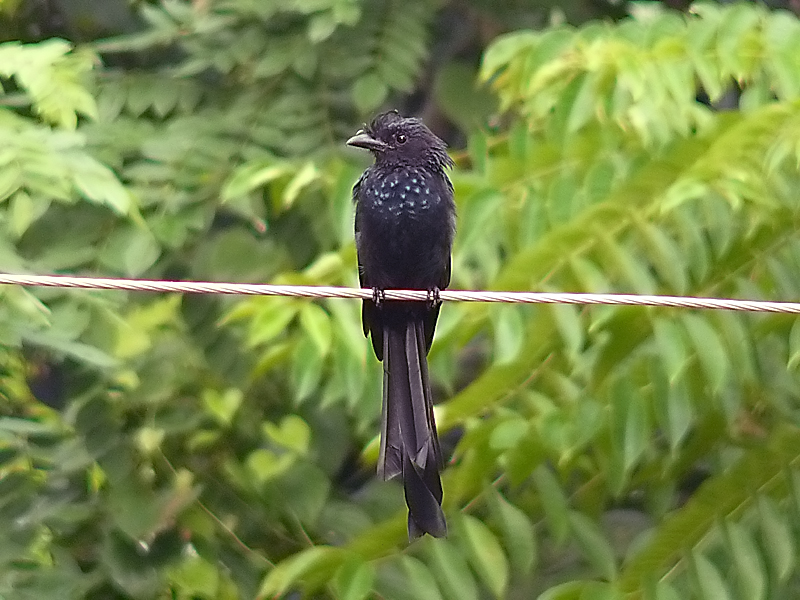
Ejemplar en crecimiento en el que se observa el desarrollo de las plumas exteriores de su cola (Ghats occidentales, Kerala)
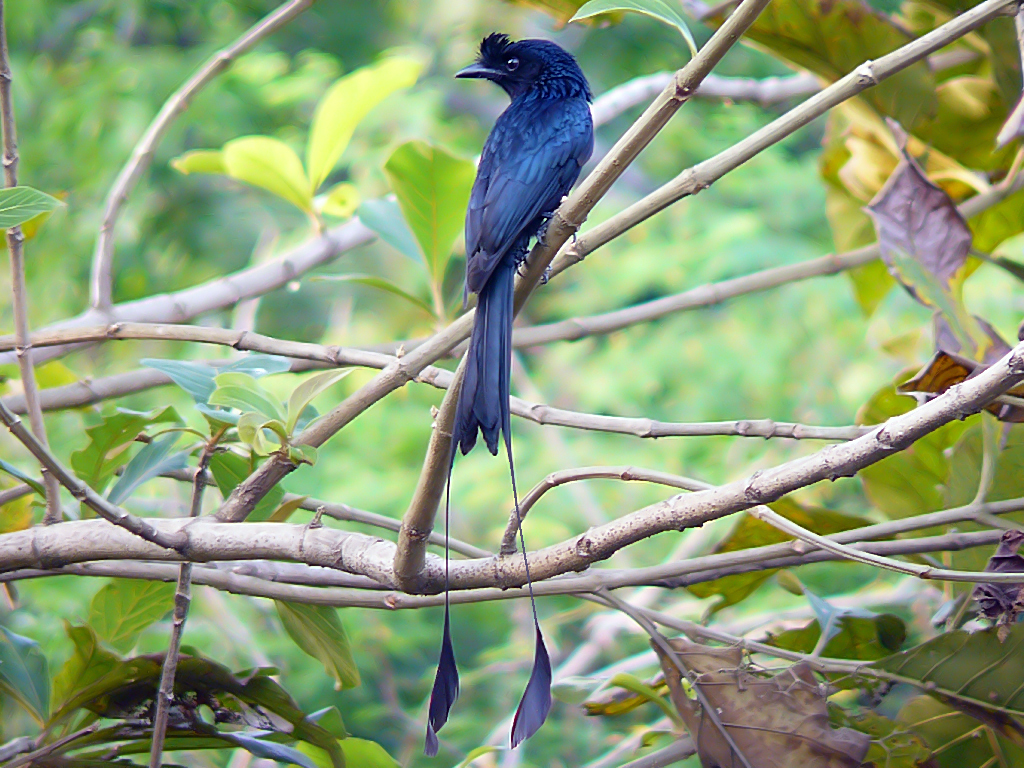
En los Ghats occidentales.
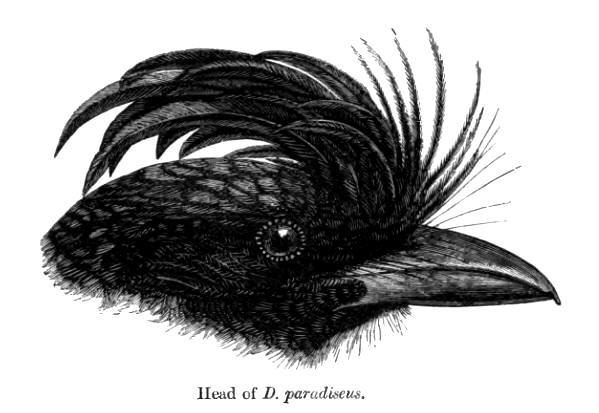
El tamaño y forma de su cresta varia de acuerdo a la zona donde habita.